# 唐耐勵徑
唐耐勵徑（英語：Donnelly Drive；渥太華2號市道）是加拿大安大略省渥太華的一條鄉郊道路。
唐耐勵徑的東部路段原為16號省道的一部分，沿麗都運河水道延伸。該水道是1800年代初期的主要貿易路線。它也靠近渥太華與列斯及己連威老聯合縣的邊界，即麗都河。
唐耐勵徑最終轉入文物道（Heritage Road）。